# Bartosz Smektała
Bartosz Smektała, född 22 augusti 1998 i Śrem, Polen, är en polsk speedwayförare som kör för Unia Leszno i Ekstraliga och Västervik i Elitserien. Han blev individuell U21-världsmästare 2018.